# Parinari canarioides
Parinari canarioides är en tvåhjärtbladig växtart som beskrevs av André Joseph Guillaume Henri Kostermans. Parinari canarioides ingår i släktet Parinari och familjen Chrysobalanaceae. Inga underarter finns listade i Catalogue of Life.